# Ричардс (Мисури)
Ричардс (енгл. Richards) град је у америчкој савезној држави Мисури.

## Демографија
По попису из 2010. године број становника је 96, што је 1 (1,1%) становника више него 2000. године.
| Група             | 2000.      | 2010.      |
| Белци             | 92 (96,8%) | 92 (95,8%) |
| Афроамериканци    | 0 (0,0%)   | 0 (0,0%)   |
| Азијати           | 0 (0,0%)   | 0 (0,0%)   |
| Хиспаноамериканци | 0 (0,0%)   | 1 (1,0%)   |
| Укупно            | 95         | 96         |